# Yórgos Karagoúnis
Pour le chimiste et académicien, voir Georges Karagounis (el).
Yeóryos Karagoúnis (en grec : Γεώργιος Καραγκούνης), ou Yórgos Karagoúnis (Γιώργος Καραγκούνης), né le 6 mars 1977 à Pyrgos, est un footballeur international grec qui évolue au poste de milieu de terrain. Il annonce sa retraite à l'été 2014.
Vainqueur du Championnat d'Europe de football en 2004 et capitaine de l'équipe de Grèce de football lors des coupes du monde de football de 2010 et 2014, il est lors de sa retraite le joueur grec le plus sélectionné en équipe nationale avec 139 sélections.

## Biographie

### En club
Le 30 août 2005, Karagoúnis rejoint le Benfica Lisbonne pour un contrat de trois ans.
Le 11 septembre 2012, il signe un contrat d'une saison en faveur du Fulham FC. Puis il sera prolongé pour la saison 2013-2014. Le 3 juin 2014, il est libéré par Fulham FC.

### En sélection
Karagoúnis participe à l'épopée grecque voyant l'équipe championne lors de l'Euro 2004 en inscrivant notamment un but lors du premier match de poules face au Portugal. Huit ans plus tard, il inscrit de nouveau un but cette fois-ci à l'Euro 2012 face à la Russie. 

## Palmarès

### En club
- Champion de Grèce en 1996 et en 2010 avec le Panathinaïkos
- Vainqueur de la Coupe d'Italie en 2005 avec l'Inter Milan
- Vainqueur de la Coupe de Grèce en 2010 avec le Panathinaïkos
- Vice-champion de Grèce en 2000, en 2001 et en 2003 avec le Panathinaïkos
- Finaliste de la Coupe de Grèce en 1999 avec le Panathinaïkos

### En sélection
- 139 sélections et 11 buts entre 1999 et 2014
- Champion d'Europe des Nations en 2004
- Vice-champion d'Europe des Nations Espoirs en 1998